# 力人伝説 -鬼を継ぐもの-
『力人伝説 -鬼を継ぐもの-』（ちからびとでんせつ おにをつぐもの）は、原作：宮崎まさる、画：小畑健による日本の漫画。『週刊少年ジャンプ』（集英社）において、1992年52号から1993年23号まで連載された。

## 概要
1992年1月場所を制し、社会現象、ブームを起こしていた貴花田（現：貴乃花光司）、若花田（現：花田虎上〈第66代横綱・三代目若乃花勝〉）兄弟の生い立ちから当時まで、その他に父の貴ノ花利彰、若乃花幹士 (初代)、ライバルだった曙太郎などのエピソードを交えて掲載した伝記的漫画。

## 登場人物
- 若花田
- 貴花田
- 曙太郎
- 若乃花幹士
- 貴ノ花利彰
- 藤田紀子
- 千代の富士貢
- 武蔵丸光洋

他